# Tereza Cristina (política)
Tereza Cristina Corrêa da Costa Dias ou simplesmente Tereza Cristina (Campo Grande, 6 de julho de 1954), é uma engenheira agrônoma, empresária e política brasileira, filiada ao Progressistas (PP). É Senadora e foi Ministra da Agricultura, Pecuária e Abastecimento do Brasil entre 2019 e 2022, além de Deputada Federal entre 2015 e 2023. Foi eleita senadora pelo Mato Grosso do Sul nas eleições gerais de 2022.

## Biografia
Foi secretária de Desenvolvimento Agrário da Produção, da Indústria, do Comércio e do Turismo de Mato Grosso do Sul durante o governo de André Puccinelli (MDB). Ela foi uma das lideranças que defenderam a aprovação do Projeto de Lei 6.299, que flexibiliza as regras para fiscalização e aplicação de agrotóxicos no país.
Nas Eleições estaduais de Mato Grosso do Sul em 2014, foi eleita deputada federal com 75.149 votos.
Em janeiro de 2017, foi eleita para liderar a bancada do PSB na Câmara dos Deputados, derrotando o deputado Tadeu Alencar (PE) por 22 a 14 votos. Com isso, passou a liderar um grupo de 36 deputados.
Deixou em outubro de 2017, o Partido Socialista Brasileiro, por discordar da posição contrária que o partido passou a adotar frente ao Governo Temer. Foi acompanhada por outros membros do PSB que também apoiavam o governo de Michel Temer: os deputados Fabio Garcia (MT), Adilton Sachetti (MT) e Danilo Forte (CE), além do ministro Fernando Coelho Filho. Em dezembro, ingressou no Democratas (DEM).[carece de fontes?]
Em 2018, como líder da Bancada Ruralista, foi uma das principais responsáveis pela aprovação do projeto de lei nº 6.299/2002, que regulamenta o processo de registro de agrotóxicos no Brasil.
Em janeiro de 2019, passou a integrar o Governo Jair Bolsonaro, onde assumiu o cargo de Ministra da Agricultura, Pecurária e Abastecimento. Ela foi indicada por um grupo de 20 integrantes da Frente Parlamentar Agropecuária (FPA).

## Ministra da Agricultura

### Apoio a agricultores sulistas

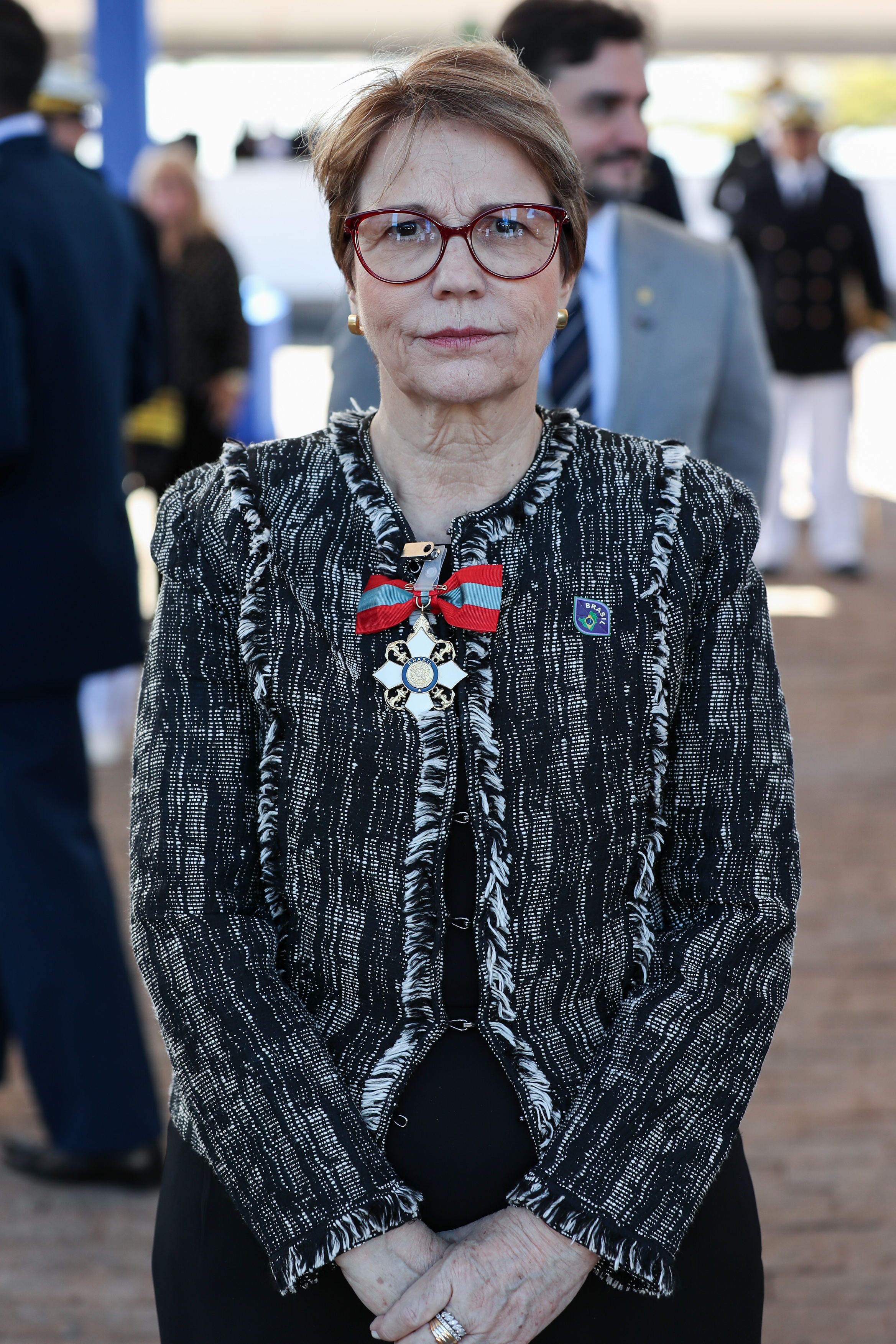
Teresa Cristina recebe condecoração da Ordem do Mérito Naval.

Em novembro de 2020, recebeu a visita do deputado federal Celso Maldaner, que fez a ministra conhecer as principais necessidades dos produtores rurais catarinenses depois que estes foram atingidos pela estiagem que assolou o sul do país nos meses de outubro e novembro de 2020, dentre essas necessidades encontrava-se agilidade na emissão do relatório de comprovação de perdas, que permitiria rapidez aos trâmites do seguro agrícola. Em atendimento a algumas destas solicitações, a ministra ainda conseguiu a abertura de novos limites de crédito, flexibilizou a vistoria e a análise de comprovação de perdas acima de 60%, com indenização do Proagro e ainda flexibilizou a liberação imediata da área para novo plantio.

### Saída do Ministério
Em 30 de março de 2022, Tereza Cristina pediu exoneração do cargo de Ministra de Estado da Agricultura, Pecuária e Abastecimento, com o intuito de disputar cargo eletivo nas Eleições gerais no Brasil em 2022.

## Desempenho em Eleições

### Eleições de 2022
No primeiro turno das eleições de outubro, Tereza Cristina foi eleita senadora com mais de 60% dos votos válidos.
| Ano  | Eleição                        | Partido | Cargo            | Votos   | %                 | Resultado  | Ref    |
| ---- | ------------------------------ | ------- | ---------------- | ------- | ----------------- | ---------- | ------ |
| 2004 | Municipal em Terenos           | PSDB    | Prefeita         | 2.881   | 38,31%            | Não Eleita | [ 15 ] |
| 2014 | Estadual do Mato Grosso do Sul | PSB     | Deputada Federal | 75.149  | 5,89%             | Eleita     | [ 4 ]  |
| 2018 | Estadual do Mato Grosso do Sul | DEM     | Deputada Federal | 75.068  | 6,05%             | Eleita     | [ 16 ] |
| 2022 | Estadual do Mato Grosso do Sul | PP      | Senadora         | 829.149 | 60,85% (1º Lugar) | Eleita     | [ 17 ] |